# أوش (ملك أوما)
أوش (𒍑 Uš، ومن الوارد ان يُقرأ نينتا؛ ازدهر تقريبًا في 2450 ق. م)  كان ملكًا أو إنسيًا (سيد) لأوما، وهي مدينة-دولة في سومر. 
يُذكر أوش في نقوش مختلفة، مثل مخروط إنتيمينا، إذ ذكر فيه انتهاكه لحدود لجش، وهي الحدود التي أنشأها الملك ميسيليم رسميًا.
𒈨𒁲 𒈗𒆧𒆠𒆤 𒅗 𒀭𒅗𒁲𒈾𒋫 𒂠 𒃷 𒁉𒊏 𒆠𒁀 𒈾 𒉈𒆕
كتابة عربية للأحرف المسمارية السومرية:
مي-سيليم لوغال كيشكي-كي4 إنيم ديشتاران-نا-تا إيش2 جانا2 بي2-را كي-با نا بي2-رو2
ميسيليم، ملك كيش، بتوجيه من الإله إشتاران، أجرى عملية قياس دقيقة للحقل وأقام شاهدًا حجريًا لتحديد الحدود هناك.
13–17
𒍑 𒉺𒋼𒋛 𒄑𒆵𒆠𒆤 𒉆 𒅗𒈠 𒋛𒀀𒋛𒀀𒂠 𒂊𒀝
أوش إنسي2 أوماكي-كي4 نام إنيم-ما ديري-ديري-شي3 إ-أك
أوش، حاكم أوما، تجاوز الحدود بشكل واضح.
18–21
𒈾𒆕𒀀𒁉 𒉌𒉻 𒂔 𒉢𒁓𒆷𒆠𒂠 𒉌𒁺
نا-رو2-أ-بي إ3-باد إيدن لجاشكي-شي3 إ3-جن
دمر المسلة الحدودية وتوجه نحو أراضي لجش.

وفقًا لرواية إنتيمينا، أوش هو من قام بغزو أراضي لجش، لكن غزوه صُدَّ فيما بعد، مع أن اسم حاكم لجش الذي واجهه في ذلك الوقت لم يُذكر بشكل صريح:
نينتا (أوش)، حاكم أوما، ارتكب عملاً عدوانيًا عندما دمر المسلة الحدودية وغزا سهول لجش. نينجيرسو، المحارب الإلهي لإنليل، خاض المعركة ضد أوما وفقًا لإرادة إنليل، وهزمهم وأقام شواهد النصر.
```
مخروط إنتيمينا
```

يُعتقد أن أوش هُزم هزيمة ساحقة على يد إياناتوم، ملك لجش. انتصار إياناتوم مذكور في نقش مجزأ على المسلة، مما يشير إلى أنه بعد خسارة 3600 جندي في الميدان، قُتل أوش، ملك أوما، في تمرد في عاصمته أوما:

هزمه إياناتوم، وبلغ عدد القتلى من أوما 3600، وامتد تمرد الشعب ضده حتى قتلوه في أوما.
```
مسلّة النسور
```

يعتقد بعض المؤرخين أن لوغالشا إنغور، ملك لجش، هو من حقق النصر على أوش، وأن أوش حاكم أوما،  ولوغالشا إنغور ملك لجش، وميسيليم ملك كيش، ونين كيسالسي حاكم أداب عاشوا في نفس الحقبة الزمنية. وذهب الباحث كيم سان هاي إلى أن أوش كان المؤسس لسلالة أوما الأولى، وخلفه في الحكم بابيلجاجالتوكو.

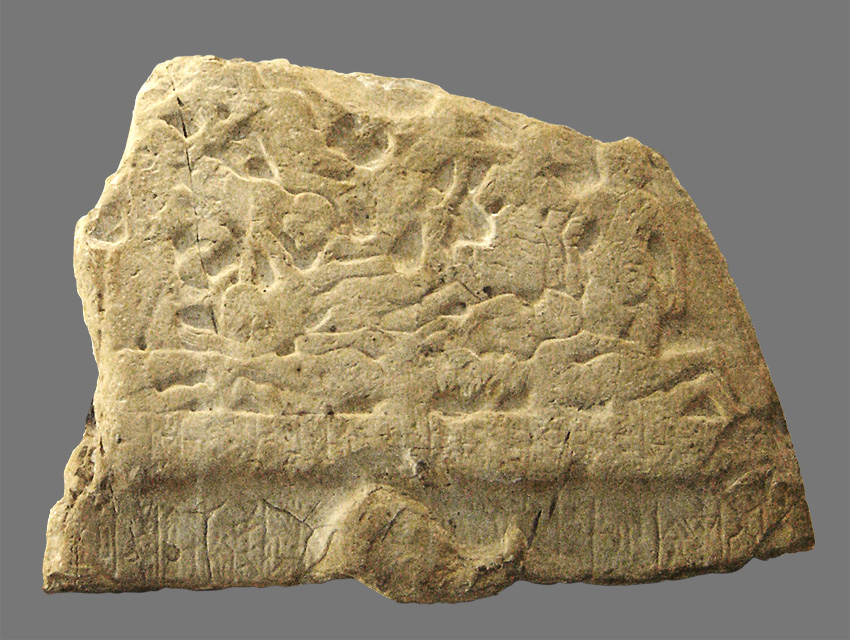
جنود قتلى من جيش أوش في ساحة المعركة. مسلّة النسور.
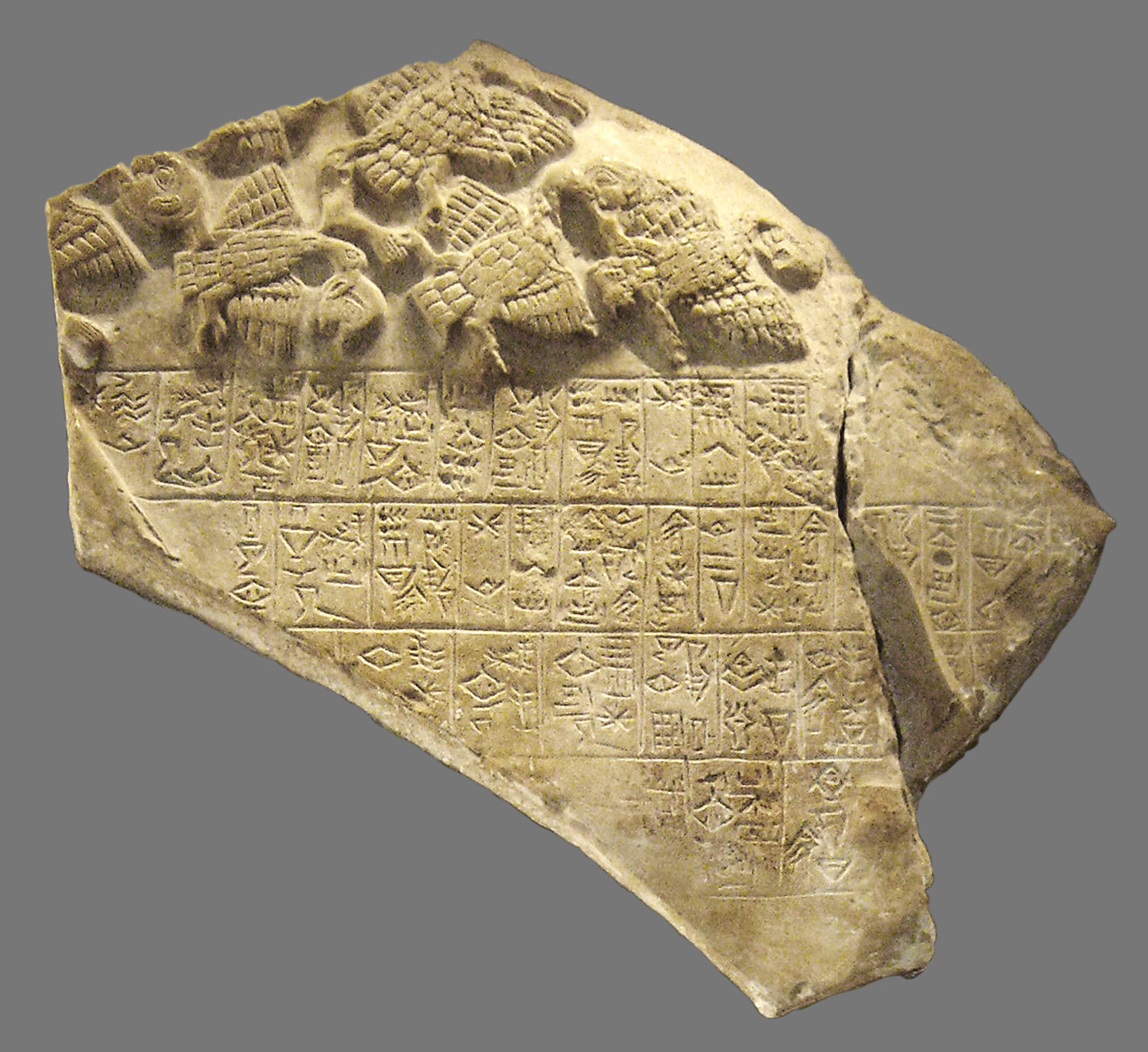
تُرك جنود إيناكالي للنسور بعد هزيمتهم على يد إياناتوم من لجش. مسلّة النسور.
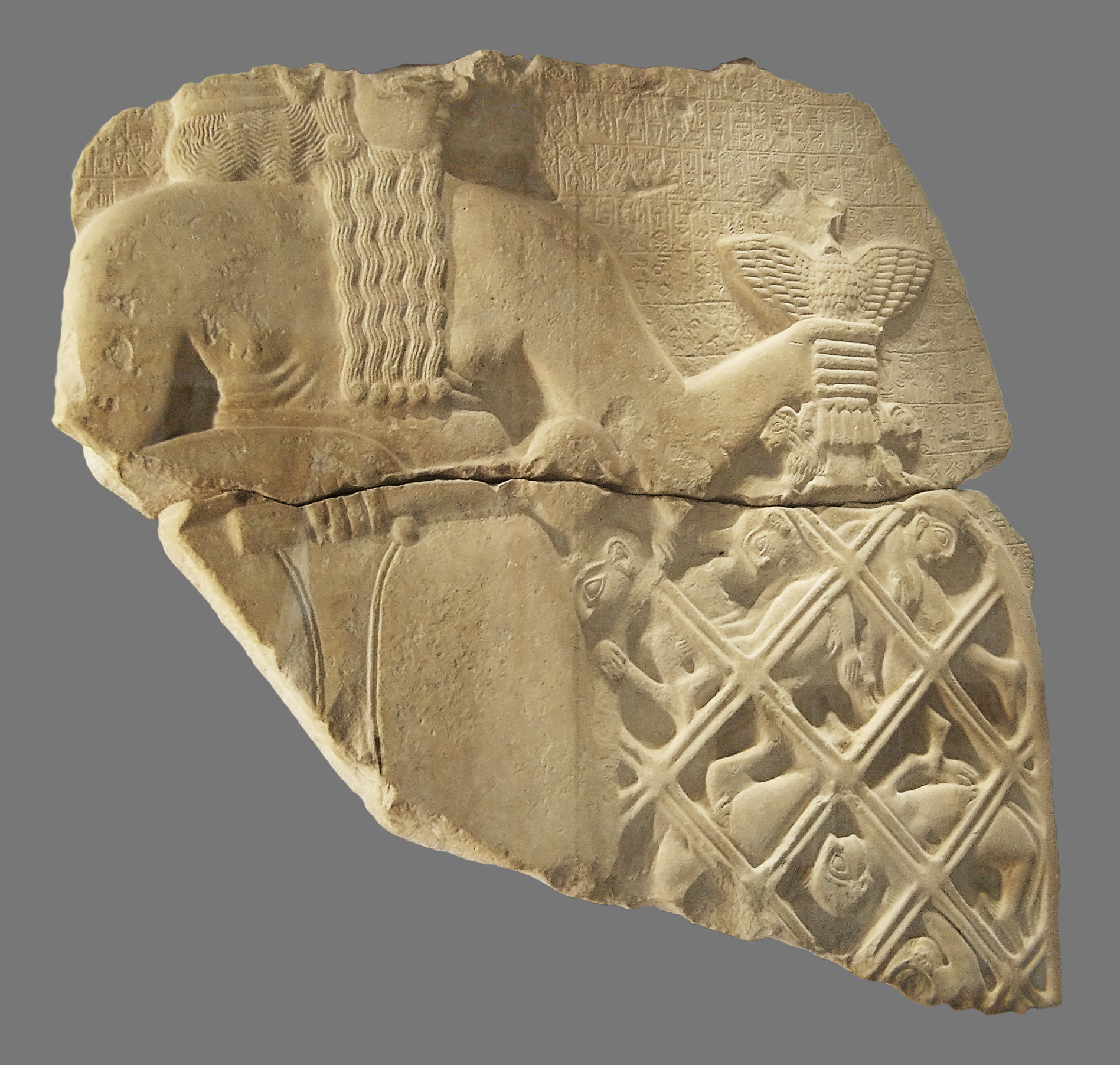
السجناء الذين قبض عليهم أثناء الشباك. مسلّة النسور.
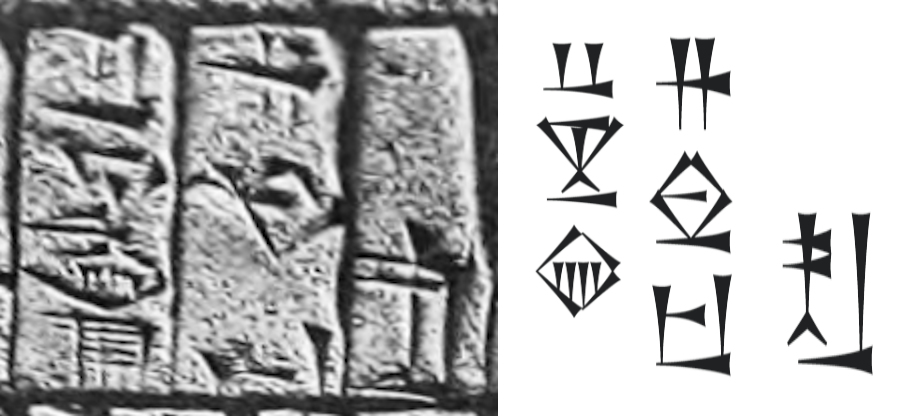
𒍑 𒑐𒋼𒋛 𒄑𒆵𒆠  أوش، حاكم أوما  على اسطوانة الشبكة من إنتيمينا.

لاحقًا، عقد إياناتوم، ملك لجش، معاهدة حدودية مع إناكالي، خليفة أوش، مما وضع حدًا للنزاع، كما هو موصوف في مخروط إنتيمينا.

## طالع أيضًا
- سلالات بلاد النهرين
- مصادر في أساطير بلاد ما بين النهرين